# Feroz Nakhchir (huyện)
Feroz Nakhchir là một huyện thuộc tỉnh Samangan, Afghanistan. Dân số thời điểm năm 1999 là -10,3 người.